# David di Donatello 1977
La cerimonia di premiazione della 22ª edizione dei David di Donatello si è svolta il 23 luglio 1977 al teatro antico di Taormina.

## Vincitori
Migliore film
- Il deserto dei Tartari, regia di Valerio Zurlini (ex aequo)
- Un borghese piccolo piccolo, regia di Mario Monicelli (ex aequo)

Miglior regista
- Valerio Zurlini - Il deserto dei Tartari  (ex aequo)
- Mario Monicelli - Un borghese piccolo piccolo  (ex aequo)

Migliore sceneggiatura
- Leo Benvenuti  e  Piero De Bernardi  - La stanza del vescovo

Migliore attrice protagonista
- Mariangela Melato  - Caro Michele

Migliore attore protagonista
- Alberto Sordi - Un borghese piccolo piccolo

Migliore musicista
- Nino Rota - Il Casanova di Federico Fellini

Miglior regista straniero
- Akira Kurosawa - Dersu Uzala - Il piccolo uomo delle grandi pianure (Dersu Uzala)

Migliore attrice straniera
- Annie Girardot - Corrimi dietro... che t'acchiappo (Cours après moi que je t'attrape) (ex aequo)
- Faye Dunaway - Quinto potere (Network) (ex aequo)

Migliore attore straniero
- Sylvester Stallone - Rocky (Rocky)
- Dustin Hoffman - Il maratoneta (Marathon Man)

Miglior film straniero
- Il maratoneta (Marathon Man), regia di John Schlesinger

David Luchino Visconti
- Robert Bresson

David Europeo
- Stanley Kubrick

David speciale
- Giorgio Ferrara, per la regia di Un cuore semplice
- Martin Scorsese, per la regia di Taxi Driver
- Jodie Foster, per la sua interpretazione in Taxi Driver
- Giuliano Gemma, per la sua interpretazione in Il deserto dei Tartari
- Angelica Ippolito, per la sua interpretazione in Oh, Serafina!
- Vincenzo Crocitti e Shelley Winters per la loro interpretazione in Un borghese piccolo piccolo
- Mosfil'm (URSS), per la produzione di Dersu Uzala - Il piccolo uomo delle grandi pianure
- Alberto Lattuada, per i suoi contributi nel cinema.
- Enrico Montesano per il suo passaggio dal piccolo al grande schermo.
- Sean Connery, per i suoi contributi nel mondo della recitazione.
- Diana Ferrara, per i suoi contributi nel mondo del balletto.
- Teatro Bolscioi di Mosca, per i suoi contributi nel mondo del balletto.